# Dismorphia lelex
Dismorphia lelex es una especie de mariposa, de la familia de las piérides, que fue descrita originalmente con el nombre de Leptalis lelex, por Hewitson, en 1869, a partir de ejemplares procedentes de Ecuador.

## Distribución
Dismorphia lelex tienen una distribución restringida a la región Neotropical y ha sido reportada en Colombia y Ecuador.